# Corte lucchese
La corte lucchese (più semplicemente corte) è una particolare tipologia architettonica abitativa del Piano delle Sei Miglia, ovvero del territorio pianeggiante che si estende per una decina di chilometri attorno alla città di Lucca. Si tratta dunque propriamente di corti rurali; esistono anche le corti urbane del centro storico di Lucca, che però non costituiscono un episodio architettonico caratteristico, ma si inseriscono nel più vasto fenomeno degli spazi interni agli edifici (vedi corte).

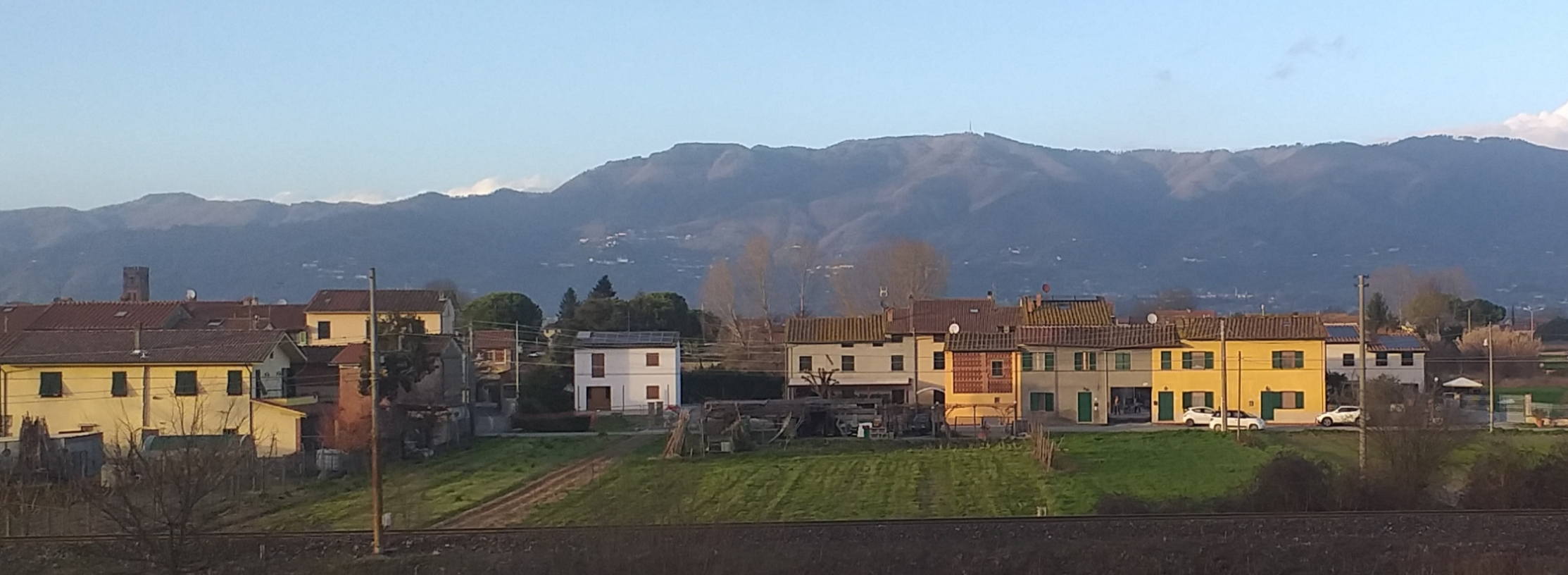
Tipica disposizione delle corti lucchesi a Tassignano, vicino Capannori.

## Struttura architettonica
La corte lucchese è una aggregazione di edifici rurali. La corte è solitamente composta da due spine di case o altri edifici a schiera poste l'una di fronte all'altra. Lo spazio tra le due strutture edilizie è l'aia comune. I lati corti sono solitamente aperti, anche se esistono esempi di corti chiuse sul modello di quelle lombarde. Alla corte si accedeva spesso attraverso un arco detto "il callare". In vari casi una delle spine di case è riservata alle stalle sovrastate dai fienili e l'altra alle abitazioni, in altri casi le abitazioni, come le stalle, si trovano su entrambi i lati. Alle volte sui lati corti vi sono delle strutture basse e coperte (altezza circa m 1.50) utilizzate come concimaie. Le case di corte, come le stalle, hanno il tetto a capanna. Struttura caratteristica dei fienili è la "mandolata", una parete traforata ottenuta dalla sovrapposizione alternata di "mezzane", ovvero mattoni da  pavimentazione. Le mezzane vengono murate appoggiando sulla base il lato più stretto a formare strutture alveolari che permettono la circolazione dell'aria e quindi l'essiccazione del fieno. L'aia della corte era utilizzata per le attività comuni ed in particolare per la battitura del grano.   

## Area di diffusione
Le corti si trovano esclusivamente in pianura nei comuni di Lucca, Capannori e Porcari; limitati episodi architettonici riferibili alla corte lucchese possono trovarsi nei comuni di Pescia (Veneri), Altopascio (Badia di Pozzeveri), Montecarlo e Pescaglia (Val Freddana). In sostanza le corti si trovano nel territorio delle Seimiglia, limitatamente alla sua parte pianeggiante; tale territorio era interamente compreso nella Repubblica di Lucca, per cui si può pensare che la struttura a corte sia funzionale all'assetto della proprietà agricola tipico dello stato di Lucca in età moderna. 

## Le corti urbane
Le corti urbane si trovano esclusivamente nel centro antico di Lucca, ovvero all'interno delle mura cinquecentesche. Queste corti sono formate da uno spazio pubblico in genere accessibile attraverso un arco o un passaggio coperto (p. es. Corte Pini), ma anche da una strada stretta (p. es. Corte delle Uova). In molti casi si ha un solo accesso, più raramente due o tre accessi. Sulla corte urbana prospettano palazzi e case alcune delle quali molto popolari. Tra le corti non vanno inseriti i cortili privati dei palazzi patrizi. Alcune corti urbane erano sede di particolari attività di vendita (Corte del Pesce, Corte delle Uova, ecc.). Sulla corte prospettano porte, finestre, scalette e anche ballatoi (notevoli quelli con travi lignee di Corte del Pesce) e a volte le caratteristiche pietre poggia-secchia.  